# Dirk Kuyt
Dirk Kuyt (Katwijk aan Zee, 22 de julho de 1980) é um treinador e ex-futebolista neerlandês que atuava como ponta-direita. Atualmente comanda o Beerschot, da Bélgica.
Jogador versátil, Kuyt notabilizou-se por ser um atacante de pouca técnica com a bola nos pés e de muito vigor sem ela, sempre se disponibilizando a ajudar na marcação. Era ótimo no jogo aéreo e tinha boa presença de área.

## Carreira como jogador

### Início
Começou sua carreira no Quick Boys, em 1998, por onde teve uma breve passagem antes de transferir-se para o Utrecht e rapidamente tornar-se titular do time. Passou cinco anos jogando pelo Utrecht e foi contratado pelo Feyenoord em julho de 2003.
Em 2005, Kuyt foi nomeado capitão do Feyenoord. O atacante foi o principal goleador do clube por três temporadas consecutivas, sendo inclusive artilheiro da Eredivisie de 2004–05 e tornando-se ídolo da torcida.

### Liverpool

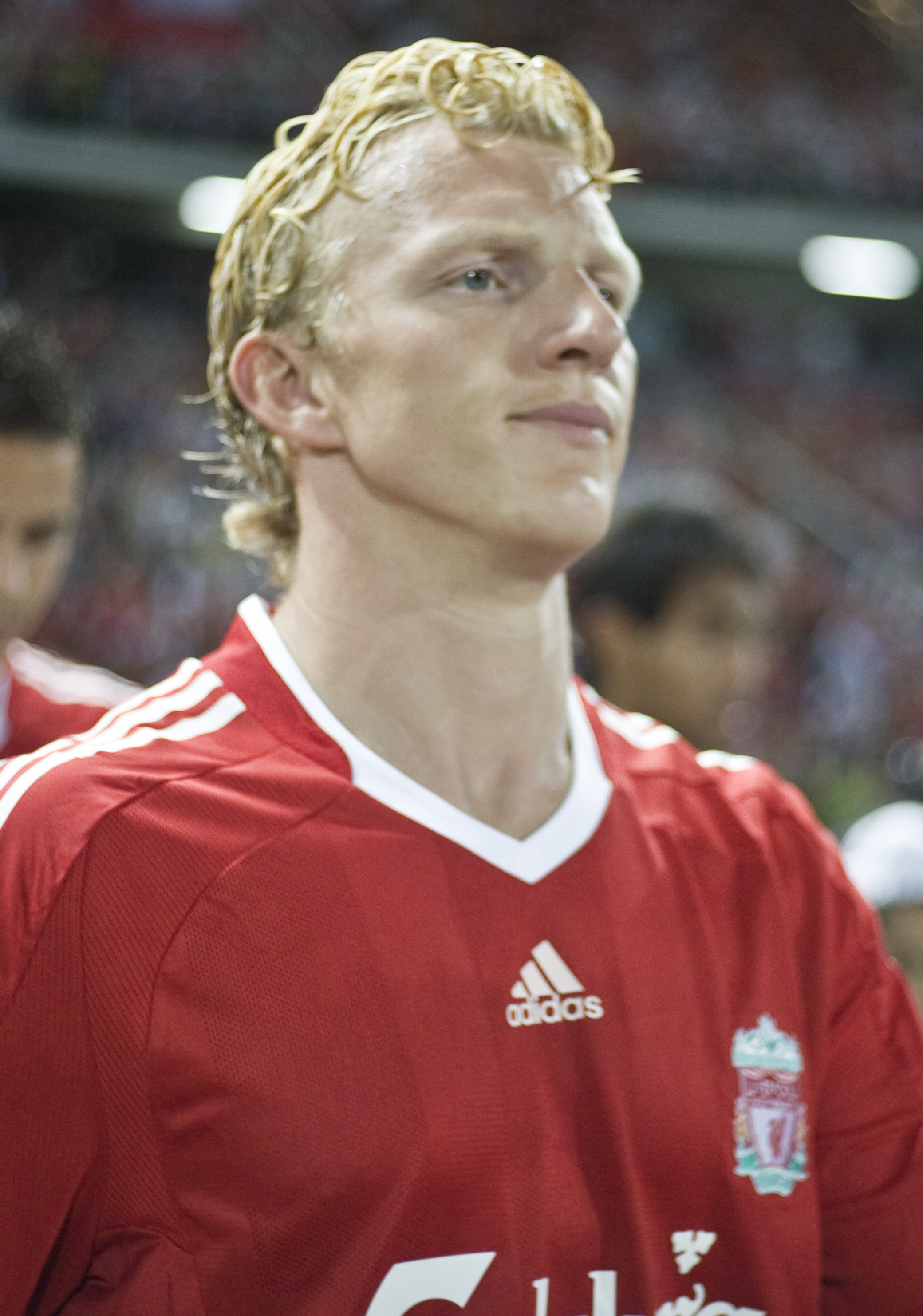
Kuyt em julho de 2009

O bom rendimento no clube holandês rendeu sondagens de clubes europeus, e assim Kuyt foi contratado pelo Liverpool em agosto de 2006, por 18 milhões de euros. Nas primeiras temporadas ele atuou como centroavante, sendo inclusive o artilheiro do time em sua temporada de estreia e marcando o gol dos Reds na derrota por 2 a 1 para o Milan, na grande final da Liga do Campeões da UEFA. Posteriormente, muito em virtude da contratação do espanhol Fernando Torres, passou a atuar pelo lado direito, cumprindo a função de meio campista, esporadicamente retornando a sua posição de origem em virtude de desfalques. Mesmo com a saída de Rafa Benítez em 2010, o holandês manteve-se titular no setor direito do meio-campo durante a rápida passagem do técnico Roy Hodgson. Com a demissão desse e a posterior saída de Fernando Torres no meio da temporada 2010–11, Kuyt passou a ser empregado novamente como centroavante, dessa vez pelo técnico Kenny Dalglish. Esse retorno a posição original rendeu importantes gols. O atacante marcou seu primeiro hat-trick com a camisa do Liverpool no dia 6 de março de 2011, justamente contra um dos maiores rivais do time, o Manchester United, em uma vitória por 3 a 1.
A temporada 2011–12 viu uma queda de rendimento do holandês, que marcou apenas uma vez no primeiro turno da Premier League, na vitória por 2 a 1 contra o Brighton & Hove Albion. Seu terceiro gol na Premier League foi marcado no segundo turno, na vitória por 3 a 0 contra o Wolverhampton. Esse gol foi o 50º do atacante na competição, tornando-o apenas o quinto holandês a atingir essa marca. Apesar da má fase, o atacante novamente justificou sua fama de marcar gols decisivos ao entrar durante a prorrogação da final da Copa da Liga Inglesa, contra o Cardiff City, e marcar o gol da virada do Liverpool: 2 a 1. O clube do País de Gales ainda viria a empatar, levando o jogo para pênaltis, mas não conseguiu evitar a derrota para o time de Kuyt, que converteu uma das cobranças. Esse título da Copa da Liga quebrou um jejum de seis anos sem títulos do Liverpool e foi o único conquistado por Kuyt com a camisa do time.

### Fenerbahçe
No dia 3 de junho de 2012, o atacante foi anunciado como novo reforço do Fenerbahçe. O preço da cláusula de liberação foi de 1 milhão de euros. Kuyt recebeu um salário de 2 850 000, além de um bónus de 17 500 euros. Ele marcou seus primeiros gols pelo novo clube no dia 8 de agosto, contra o Vaslui, em jogo válido pela fase de grupos da Liga dos Campeões da UEFA. Na ocasião, o Fenerbahçe goleou por 4 a 1 e Kuyt marcou o segundo e o terceiro gol. O holandês também balançou as redes na sua estreia na Süper Lig, no dia 18 de agosto, contra o Elazigspor, em um empate por 1 a 1. Já na partida contra o Gaziantepspor, marcou o gol de número 250 de sua carreira, incluindo partidas internacionais.

### Retorno ao Feyenoord e aposentadoria
Em abril de 2015, acertou seu retorno ao Feyenoord e assinou por um ano com o clube. Aos 36 anos, Kuyt foi fundamental na conquista da Eredivisie de 2016–17, ao levar sua equipe ao primeiro título da competição desde 1999. No último jogo da temporada, contra o Heracles, o atacante marcou um hat-trick na vitória por 3 a 1 e garantiu o título do Feyenoord. Três dias depois, no dia 17 de maio, anunciou oficialmente sua aposentadoria do futebol.

## Seleção Nacional

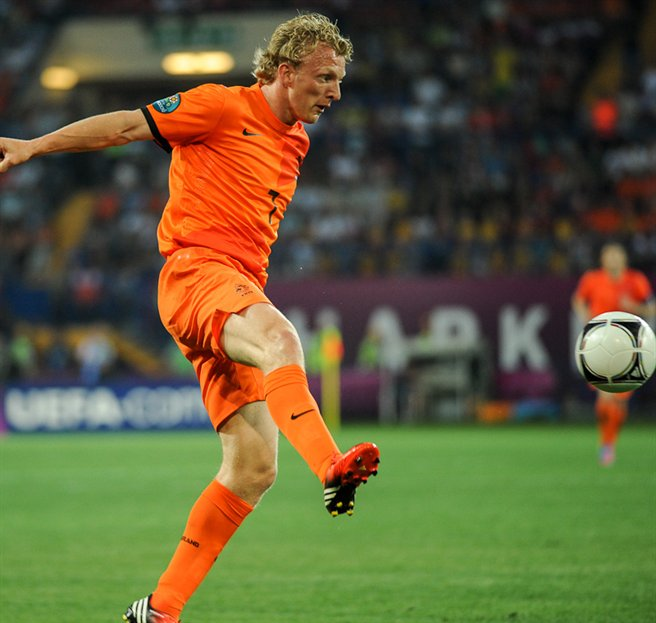
Kuyt atuando pela Holanda na Euro 2012

Após ter representado a Holanda nas categorias Sub-18 e Sub-21, Kuyt foi convocado para a Seleção Holandesa principal pela primeira vez em 2004. Marcou seu primeiro gol pela Laranja no dia 9 de outubro, numa partida contra a Macedônia.
Em 2006, Copa do Mundo FIFA realizada na Alemanha, o atacante pouco atuou e teve uma participação discreta pela Seleção, que foi eliminada nas oitavas de final por Portugal.
Quatro anos depois, na Copa do Mundo FIFA de 2010, realizada na África do Sul, Kuyt foi titular no ataque holandês ao lado de Arjen Robben e Robin van Persie; a Laranja chegou a final, mas perdeu para a Espanha por 1 a 0. Seu único gol na competição foi marcado contra a Dinamarca, no dia 14 de junho, na vitória por 2 a 0.
Kuyt realizou sua partida de numero 100 pela Holanda no dia, na vitória de 2 a 1 contra o México, em jogo válido pelas oitavas de final da Copa do Mundo FIFA de 2014. O atacante se aposentou da Seleção no mesmo ano, no dia dia 3 de outubro, alegando que gastava muita energia para pouco atuar pela Laranja.

## Carreira como treinador
Iniciou sua carreira como técnico em 2018, nas categorias de base do Feyenoord, onde comandou o time Sub-19 e permaneceu na equipe até 2020.
Kuyt recebeu sua primeira oportunidade como treinador principal em junho de 2022, quando foi anunciado pelo ADO Den Haag. Após uma sequência de cinco jogos sem vitória, foi demitido no dia 25 de novembro. No total, o ex-atacante comandou a equipe em apenas 16 partidas, com quatro vitórias, quatro empates e oito derrotas.

## Títulos
Utrecht
- Copa dos Países Baixos: 2002–03

Liverpool
- Copa da Liga Inglesa: 2011–12

Fenerbahçe
- Copa da Turquia: 2012–13
- Süper Lig: 2013–14
- Supercopa da Turquia: 2014

Feyenoord
- Copa dos Países Baixos: 2015–16
- Eredivisie: 2016–17

### Prêmios individuais
- Chuteira de Ouro da Eredivisie: 2003
- Artilheiro da Eredivisie: 2004–05[20]
- Futebolista Neerlandês do Ano: 2006